# Kanton Anzin
Der Kanton Anzin ist der mit der Kantonsreform 2015 gebildete 3. Kanton des Départements Nord und gehört zum Arrondissement Valenciennes. 

## Gemeinden
Der Kanton besteht aus sechs Gemeinden mit insgesamt 52.006 Einwohnern (Stand: 1. Januar 2022) auf einer Gesamtfläche von 43,86 km²:
| Gemeinde           | Einwohner 1. Januar 2022 | Fläche km² | Dichte Einw./km² | Code INSEE | Postleitzahl |
| ------------------ | ------------------------ | ---------- | ---------------- | ---------- | ------------ |
| Anzin              | 13.417                   | 3,64       | 3.686            | 59014      | 59410        |
| Beuvrages          | 6.791                    | 3,00       | 2.264            | 59079      | 59192        |
| Bruay-sur-l’Escaut | 11.584                   | 6,70       | 1.729            | 59112      | 59860        |
| Escautpont         | 4.174                    | 5,78       | 722              | 59207      | 59278        |
| Fresnes-sur-Escaut | 7.473                    | 11,77      | 635              | 59253      | 59970        |
| Onnaing            | 8.567                    | 12,97      | 661              | 59447      | 59264        |
| Kanton Anzin       | 52.006                   | 43,86      | 1.186            | 5903       | –            |

siehe auch: → Kanton Anzin (bis 2015)